# Listă de companii producătoare de încălțăminte din România
Aceasta este o listă de companii producătoare de încălțăminte din România:
- Antilopa (companie)

- Banatim
- Bihore

- Clujana

- Flaros

- Guban

- Musette

- Rekord

- Rieker România, Raffaello shoes factory [1]

## Companii străine
- Ara AG